# 田井村 (島根県)
田井村（たいむら）は、島根県飯石郡にあった村。現在の雲南市吉田町曽木、吉田町上山、吉田町深野、吉田町川手にあたる。

## 地理
- 河川：斐伊川[1]、深野川[1]

## 歴史
- 1889年（明治22年）4月1日、町村制の施行により、飯石郡曽木村、上山村、深野村、川手村が合併して村制施行し、田井村が発足[1][2]。
- 1939年（昭和14年）2月1日、田井診療所（田井産業組合経営）開設[1]。
- 1954年（昭和29年）11月3日、飯石郡吉田村と合併し吉田村が存続して廃止された[1][2]。

## 産業
- 和紙、タバコ、木炭[1]。